# Chevrolet Cruze
El Chevrolet Cruze (Holden Cruze o Daewoo Lacetti Premiere, según los distintos mercados), es un automóvil de turismo del segmento C, producido por el fabricante norteamericano General Motors para su marca Chevrolet, siendo además vendido bajo las marcas Holden y GM Daewoo según el mercado donde es ofrecido. Se trata de un sedán desarrollado para su producción a nivel global, representando el segundo producto de la marca Chevrolet (después del Aveo) en ser vendido a nivel mundial, dando reemplazo a otros productos de la General Motors producidos y vendidos bajo otras marcas pertenecientes a su corporación.
Fue presentado en el Salón del Automóvil de París del año 2008, donde apareció bajo el nombre de Daewoo Lacetti Premiere y su desarrollo se dio como resultado de la colaboración entre la central estadounidense y su filial surcoreana. A partir del año 2009 sería oficialmente presentado bajo la marca Chevrolet y comenzaría a ser producido en distintos mercados bajo esa marca, con excepción del mercado oceánico, donde fue presentado exclusivamente bajo la marca australiana Holden.
El Cruze, fue presentado con la intención de reemplazar a nivel mundial a los distintos modelos del segmento C, ofrecidos bajo la marca Chevrolet en los distintos mercados del mundo. De esta forma, daría reemplazo a la primera generación del Chevrolet Cobalt en el mercado de América del Norte, al Chevrolet Lacetti en Europa, al Chevrolet Optra en los mercados de Canadá, Región andina, Japón, México y Sudeste asiático, y al Chevrolet Astra (modelo derivado del alemán Opel Astra) en el Mercosur.
En su primera generación, el Cruze presentó dos tipos de carrocerías, siendo estas un sedán de 4 puertas y un hatchback de 5. Mecánicamente, estaba equipado con impulsores atmosféricos de 4 cilindros en línea, a gasolina o diésel, todos ellos acoplados a cajas manuales de 5 velocidades o automática secuencial de 6. En cuanto a su bastidor, el Cruze está proyectado sobre la Plataforma GM Delta II, compartida con los modelos Opel Astra, Buick Excelle, Chevrolet Volt, Chevrolet Orlando, Opel Zafira y Cadillac ELR.
En 2014, fueron reveladas las primeras imágenes de un prototipo desarrollado sobre la Plataforma Delta II de GM, identificado con los logotipos de Chevrolet, circulando por las calles de Beijing, China. Finalmente, este vehículo sería presentado en el Salón del Automóvil de Pekín como la segunda generación del Chevrolet Cruze, cuya producción estaría centrada primeramente en el mercado asiático. Finalmente y con el correr de los años, fue anunciada bajo el nombre en código de Proyecto Fénix, la producción de esta segunda generación del Chevrolet Cruze en Argentina a partir del año 2016, para su venta y comercialización en Latinoamérica.
En cuanto a su posición en el mercado, dentro del abanico de productos de Chevrolet a nivel global, el Cruze se ubica en el segmento C, posicionándose entre el Chevrolet Aveo (o Sonic según el mercado donde es ofrecido) y el Chevrolet Malibu. Asimismo, son citados como rivales directos de este coche, el Ford Focus, el Toyota Corolla, los tándem 308/408 de Peugeot y Mégane III/Fluence de Renault, el Honda Civic y el Volkswagen Jetta entre otros.

## Primera Generación
La primera generación fue presentada en 2008, luego de su estreno en el Salón del Automóvil de París de ese año, siendo vendido en el mercado europeo bajo la marca Chevrolet, mientras que en el mercado asiático fue presentado bajo el nombre de Daewoo Lacetti Premiere. En ambos mercados el Cruze reemplazó al modelo Lacetti, también vendido bajo las dos marcas en sus respectivos mercados. El desarrollo de su diseño y tecnología, fue producto de un trabajo mancomunado entre la central estadounidense de General Motors y su par surcoreana GM Korea, quienes prestaron sus conocimientos en cuanto a implementos técnicos.
Este coche fue lanzado con la premisa de crear un nuevo modelo de producción y comercialización global por parte de General Motors para su marca Chevrolet, teniendo en cuenta el exitoso lanzamiento del Chevrolet Aveo cuya producción significó la expansión de Chevrolet hacia otros mercados en los que GM trabajaba a través de sus marcas regionales (es decir, Opel en la Unión Europea, Vauxhall en el Reino Unido o GM Daewoo en Asia) o bien ofrecía productos derivados de esas marcas bajo el emblema Chevrolet. De esta forma, el Cruze llegó a algunos mercados para dar reemplazo a modelos que ya se vendían bajo la marca Chevrolet, o bien para instalar a la marca en el segmento.
Para la producción del Cruze, se tuvo en cuenta como base para su proyección la Plataforma Delta II de GM, la cual fue estrenada en la cuarta generación del Opel Astra y que inclusive fue compartida por otros modelos de la General Motors, llegando a proyectarse sobre la misma el primer vehículo 100% eléctrico de GM: El Chevrolet Volt (ofrecido también en Europa bajo el nombre de Opel Ampera).
Inicialmente fueron proyectadas para el Cruze dos tipos de carrocerías, siendo estas un sedán de 4 puertas y un hatchback de 5. Esta última recibió los nombres comerciales de Cruze HB5 en Europa y Cruze 5 en Sudamérica. Posteriormente fueron proyectadas dos tipos de carrocerías más, siendo estas un familiar de 5 puertas y una cupé tricuerpo, siendo esta última versión una respuesta al planteo de otras marcas como Kia con su modelo Cerato Koup o Toyota con su modelo insignia Corolla.
En cuanto a su mecánica, el Cruze presentó motorizaciones a gasolina o diésel, consistiendo en tres impulsores diésel y dos gasolina de 4 cilindros en línea. En el caso de los impulsores Otto, estos eran un atmosférico de 1.6 litros y 124 CV y un atmosférico de 1.8 litros y 141 CV. En tanto que en el caso de los diésel, todos fueron impulsores turbocomprimidos de geometría variable, con intercooler e inyección directa common-rail, teniendo todos una cilindrada nominal de 2.0 litros y con potencias de 125, 150 y 163 CV. Todos estos impulsores venían acoplados a tres tipos de cajas de velocidades, siendo estas una manual de 5 marchas, una manual de 6 marchas (solo disponible en la versión diésel de 163 CV) y una automática secuencial de 6 marchas. Por otra parte, en Brasil fue presentada una versión especial de la versión hatchback, ofrecida con el nombre comercial de Chevrolet Cruze Sport 6, la cual presentaba un motor atmosférico Otto de 1.8 litros, capaz de erogar 144 CV de potencia y acoplado a la caja automática secuencial de 6 marchas.
Esta versión del Cruze fue producida en Corea del Sur, Estados Unidos, México, Brasil, Venezuela siendo destinada su producción a los mercados de Asia, Europa, Norteamérica y Sudamérica. Sin embargo, a pesar de que el Cruze comenzaba a ser producido en Brasil a partir de 2012, en Argentina el modelo fue importado desde Corea del Sur.
En 2013, fue presentada la nueva gama del modelo Chevrolet Cruze para el mercado europeo. La misma presentaba como novedad más importante la aparición de la versión familiar de 5 puertas, además de continuar presentando las opciones sedán y hatchback de 5 puertas. La gama europea del Cruze, presentó además en cuanto a su aspecto mecánico, una amplia gama de motores impulsados a nafta o diésel. Entre los impulsores a gasolina, la principal novedad estuvo dada por la aparición de un motor turbocomprimido de 1.4 litros de cilindrada, que se sumó a los ya conocidos atmosféricos de 1.6 y 1.8 litros, en tanto que la línea de impulsores diésel continuó siendo la misma, presentando los motores de 1.7 y 2.0 litros. Estos motores estuvieron acoplados, según el nivel de equipamiento, a las ya conocidas cajas manual de 5 velocidades o automática secuencial de 6, sumándose también la opción de una caja manual de 6 marchas.

### Restyling

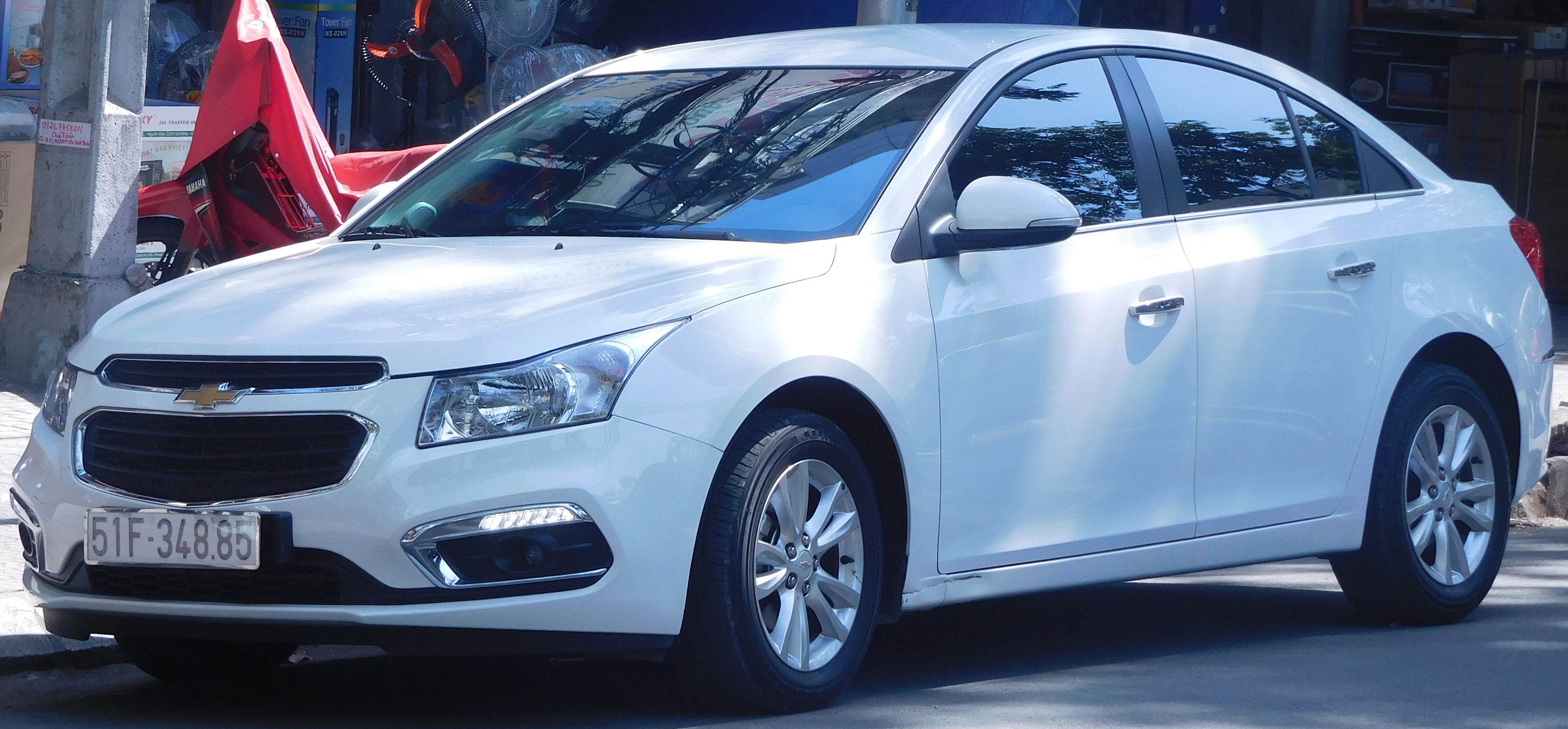
Chevrolet Cruze MY15, rediseño de la primera generación presentado en 2015, con nuevos diseños de parrilla y paragolpes delantero.

En 2014, El Cruze presentó en Estados Unidos un importante rediseño en cuanto a su frontal, pasando a estrenar un nuevo tipo de parrilla más amplio que el modelo original. La misma continuaba respetando el estilo estrenado por Chevrolet de una parrilla dividida, aunque ahora la franja divisoria pasó a ser más estrecha, mientras que las áreas divididas ocupaban un espacio relativamente mayor al que presentó en sus comienzos la primera generación. Esta reformulación de la primera generación fue finalmente imitada por las factorías de Brasil y Corea del Sur, quienes entraron en sintonía con la casa central. Este nuevo Cruze presentó además importantes mejoras tecnológicas de serie, como ser los controles de estabilidad y tracción, airbags frontales y laterales, anclajes Isofix, climatizador automático, dirección con asistencia progresiva, retrovisor electrocrómico, sistema multimedia MyLink, cámara de marcha atrás, navegador y airbags de cortina. Asimismo, presentó un renovado diseño en su paragolpes delantero, en el cual incluyó luces diurnas en tiras horizontales de tecnología led.
Por el lado de Brasil, a partir de octubre de 2015 comenzaba a ser producida y comercializada la versión Cruze Flex, la cual estrenó como principal novedad, la incorporación de un impulsor turbocomprimido de 1.4 litros, destinado al funcionamiento alternativo con gasolina o etanol. Este modelo estrenó de esta forma un punto muy reclamado por los usuarios del mencionado país, atento a las normativas técnicas empleadas sobre el uso de motores con funcionamiento a base de etanol. Este motor fue finalmente empleado tanto en la versión sedán, como en el Sport 6 (hatchback equipado con caja automática secuencial de 6 marchas), teniendo la capacidad de generar 155 CV de potencia y un torque de 24,5 Kgm a bajos regímenes de revolución. Para ambos modelos, este impulsor fue acoplado a la caja automática de 6 velocidades. En Argentina, el nuevo rediseño del Cruze fue presentado en abril de 2015, luego del inicio de su producción en Corea del Sur a comienzos de ese año, llevando el nombre comercial de Cruze MY15 (iniciales del término inglés Model Year 2015). Mecánicamente, este automóvil mantuvo su gama de motorizaciones presentada para el mercado argentino, consistiendo en un motor naftero de 1.8 litros de cilindrada, capaz de erogar 141 CV de potencia y 176 Nm de torque, y un turbodiésel de 2.0 litros, 163 CV y 360 Nm, acoplados a una caja manual de cinco velocidades (solo motor naftero) o automática secuencial de seis marchas (naftero y diésel).

## Segunda Generación

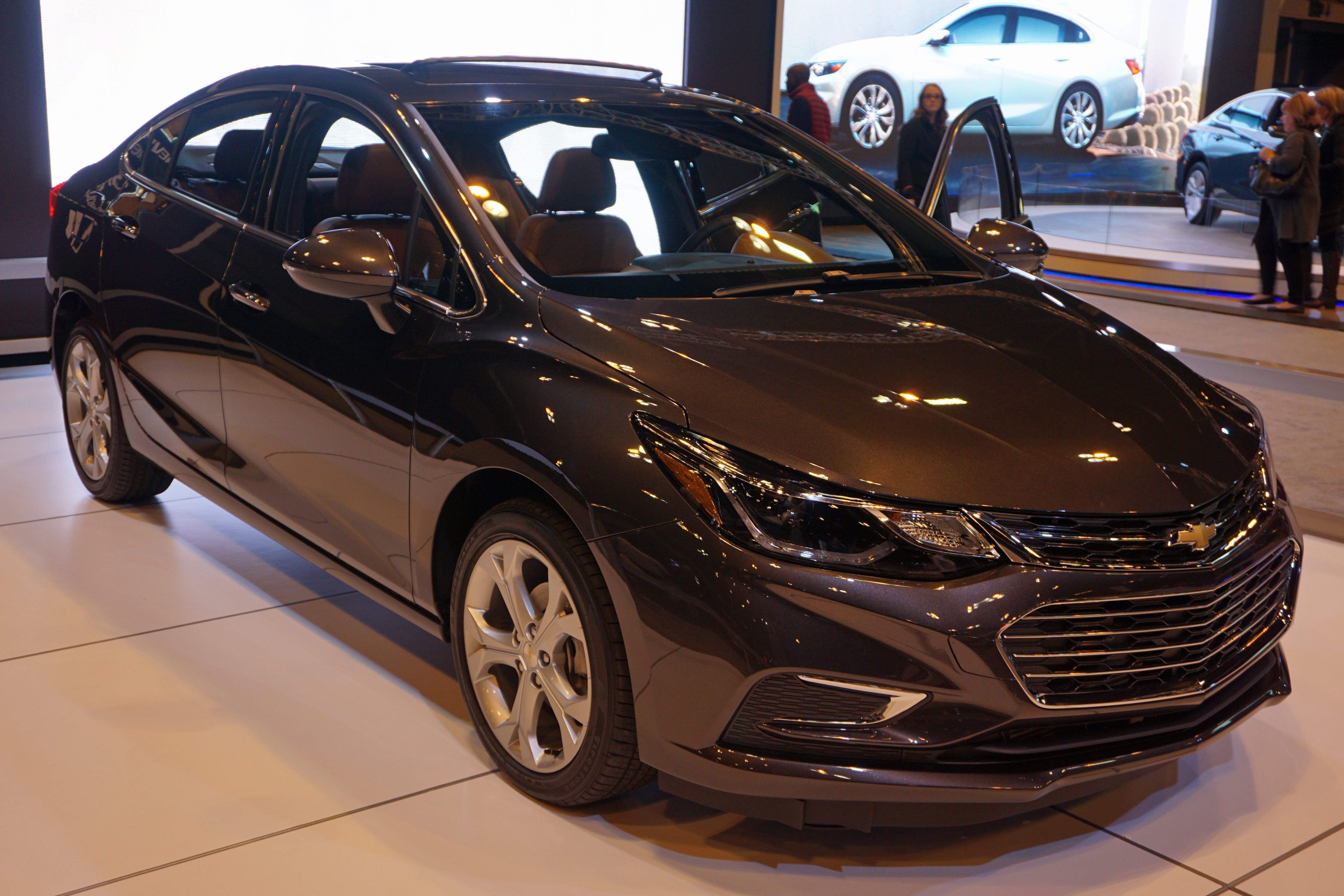
Actualización 2015 del Chevrolet Cruze II.

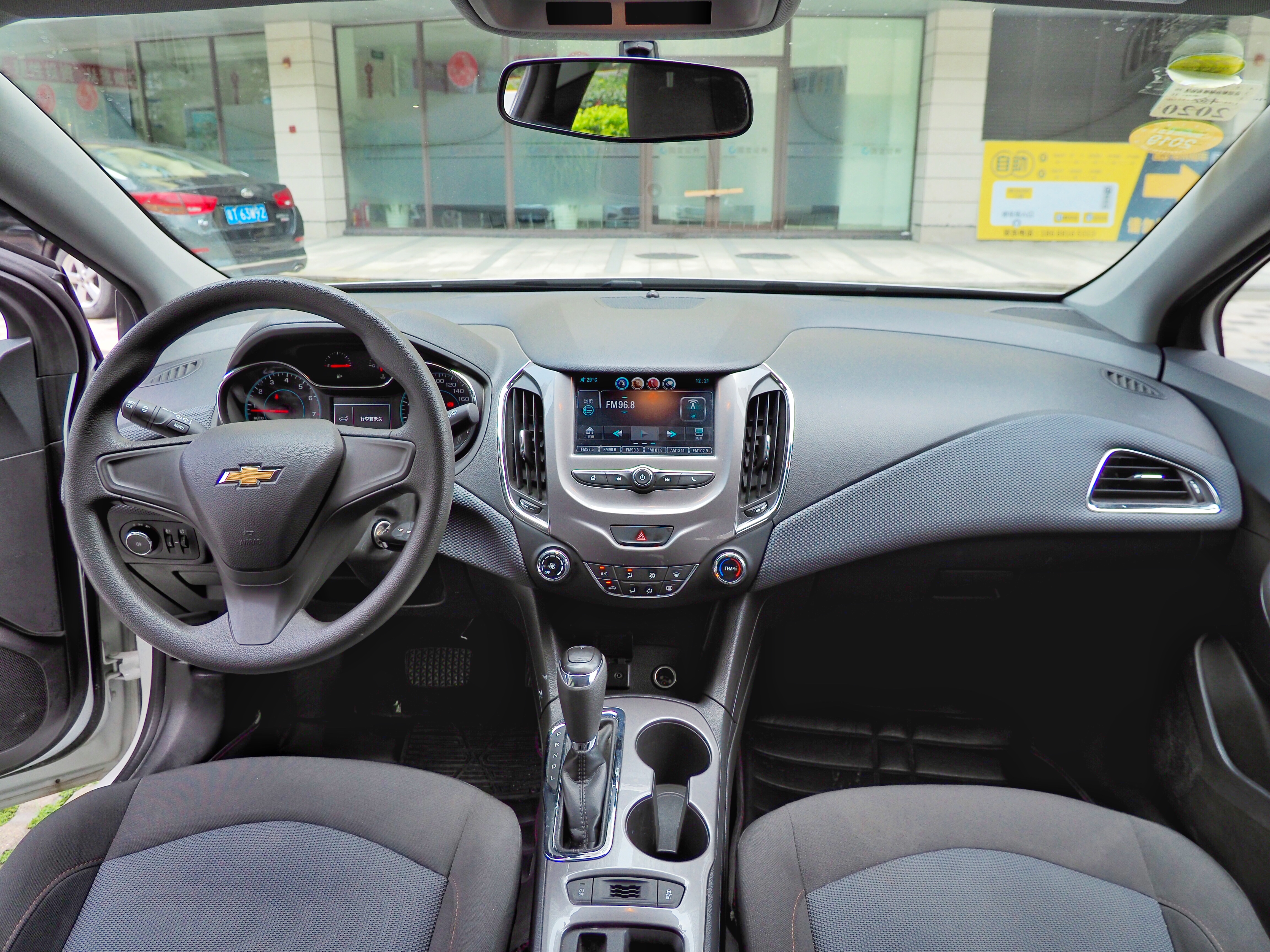
Interior del Chevrolet Cruze II.

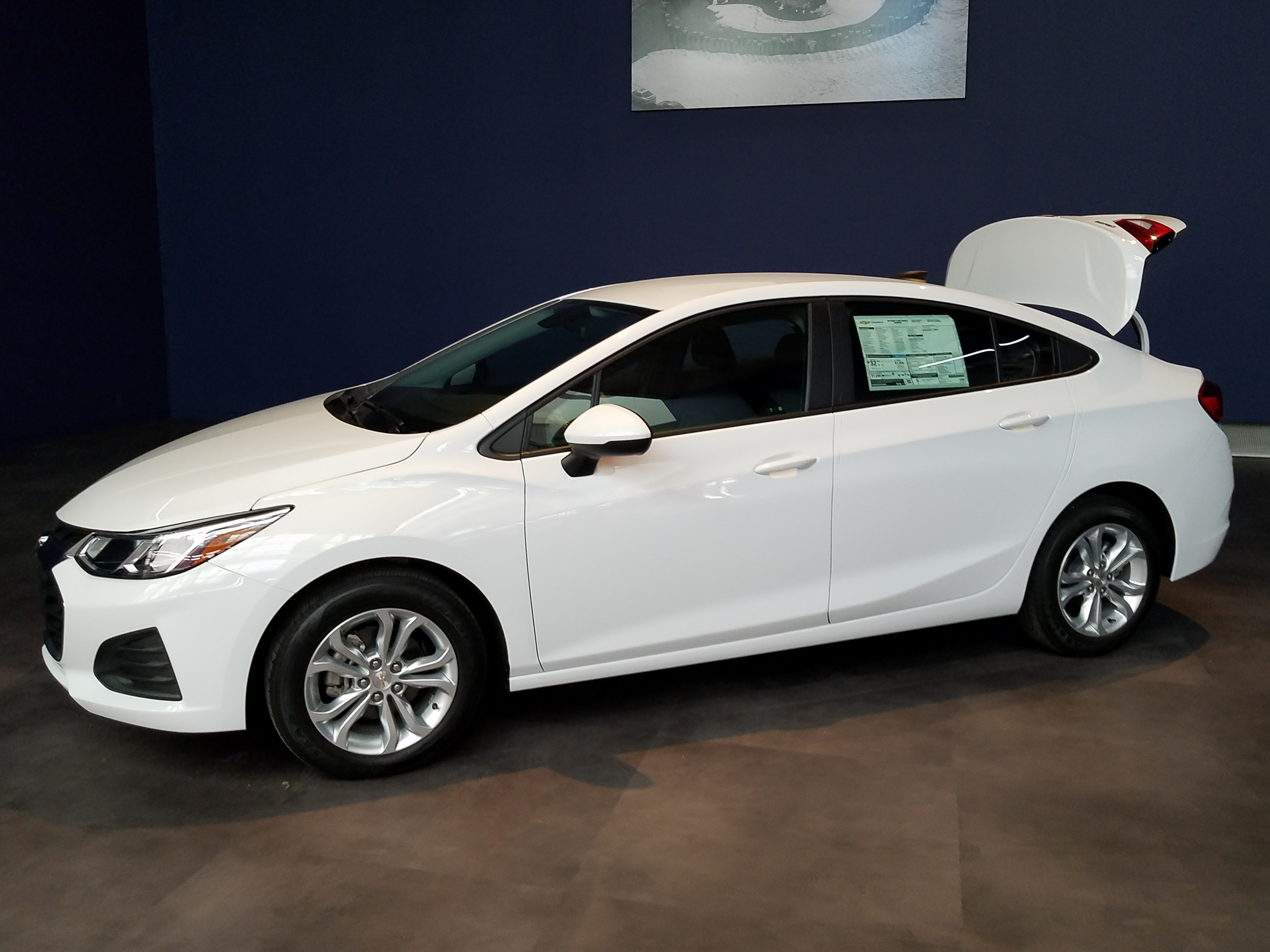
Último Chevrolet Cruze 2019.

La segunda generación del Chevrolet Cruze, fue presentada oficialmente en el Salón del Automóvil de Pekín en 2014. Este nueva versión del automóvil fue desarrollada y proyectada por General Motors sobre una nueva evolución de la Plataforma Delta de GM, denominada Delta 2XX, la cual fuera estrenada en el automóvil conceptual Chevrolet Tru 140S, presentado por GM en el Salón del Automóvil de Detroit de 2012. Sin embargo, es el Cruze II el primer modelo de producción que hizo debutar en forma oficial a este nuevo bastidor, habiendo sido presentado inicialmente para su producción y comercialización en China y el mercado asiático. A pesar de ello, esta nueva generación del Cruze fue desarrollada íntegramente en la localidad norteamericana de Phoenix, razón por la cual su desarrollo fue codificado bajo el nombre de Project Phoenix (traducido luego al español como Proyecto Fénix, debido al anuncio de su producción en Argentina y México a partir de 2016).
Este nuevo Cruze, presentó una nueva generación de impulsores EcoTec desarrollados por GM, siendo estos un impulsor atmosférico de 4 cilindros en línea de 1.5 litros de cilindrada nominal, capaz de erogar 114 CV de potencia final, mientras que el segundo, es un 4 cilindros en línea de 1.4 litros turbocomprimido, capaz de erogar 150 cv de potencia. Además de estos impulsores, se tiene planeada la creación de un modelo más económico, equipado con un motor turbocomprimido de sólo 3 cilindros en lugar de 4. Asimismo, fueron presentados En materia de transmisiones, habrá cajas de cambio automáticas con doble embrague. En cuanto a los avances presentados en su nuevo bastidor Delta 2XX, el nuevo Cruze presentó mejoras en el armado y puesta a punto de su sistema de suspensión, logrando mayor resistencia a los esfuerzos de torsión.
A finales de 2015, General Motors de Argentina anunciaría un plan de inversión de alrededor de 750 millones de dólares, para la ampliación de sus factorías ubicadas en la ciudad de General Alvear, Provincia de Santa Fe, con el fin de iniciar a partir de 2016 la producción de un nuevo modelo de automóvil, que recibiera el nombre codificado de Proyecto Fénix (en forma homóloga al proyecto presentado oportunamente en Estados Unidos). Este automóvil sería la segunda generación del Cruze, la cual fuera relanzada en el Salón del Automóvil de Detroit de 2016, en el cual presentaría importantes reformas estéticas con respecto a la versión lanzada en China, como ser un nuevo diseño en su frontal (más agresivo aún que la versión china). Este nuevo Cruze, reestrenado en el mencionado evento celebrado en enero de 2016, fue anunciado para su producción en Estados Unidos, México, Corea del Sur y Argentina, para luego ser comercializado en los distintos mercados globales. Esta renovada versión del Cruze II fue presentada con dos tipos de motorizaciones, siendo estas los anteriormente mencionados 1.4 turbo de inyección directa y 150 CV de potencia y el 1.5 atmosférico de 113 cv. Asimismo, a ellos se les agregaría la posibilidad de ofrecer una versión equipada con un motor diésel turbocomprimido de 2.0 litros, capaz de erogar 163 cv, impulsor que estuviera disponible en la primera generación del Cruze importada a la Argentina desde Corea del Sur. Por último, estos impulsores presentarían según el nivel de equipamiento, dos tipos de cajas de velocidades, siendo estas una caja manual de 5 velocidades o una automática de 6. Con respecto al plan de inversión llevado adelante por GMA, fue anunciado para el año 2017 una segunda ampliación de la fábrica de Alvear, para proyectar la producción nacional de los impulsores EcoTec de 1.4 litros. Tras estos anuncios, General Motors de Argentina terminaría presentando en mayo de 2016 al nuevo Chevrolet Cruze fabricado en la planta de Alvear, con un evento desarrollado en la localidad de San Carlos de Bariloche. Allí sería presentada la única versión con la que primeramente se fabricaría el vehículo, siendo este denominado como Cruze Turbo. Este modelo presentaría como única opción de mecánica su impulsor turbocomprimido de 1.4 litros, con 16 válvulas, intercooler, inyección directa de combustible y capaz de desarrollar una potencia de 153 cv a 5.000 rpm y un par motor de 245 Nm a 2.000 rpm, contando además con dos opciones de cajas, siendo estas manual o automática de seis velocidades.

Cruze Plus Midnight ala izquierda, Cruze RS (Hatchback) a la derecha

### Cruze RS y Cruze Plus Midnight
El Cruze RS fue lanzado en 2016 para Norteamérica. No hubo cambios para la performance, los grandes cambios fueron más cosméticos, como el logotipo de "RS" en la parilla y en la parte trasera, también estaban todos los logos de Chevrolet en negro, un pequeño aleron en la versión Hatchback, y otros detalles en negro. En el interior estaba todo revestido en negro. Se actualizo en 2018 con el restyling del Cruze II. En la versión para Sudamérica lanzada en enero de 2022, solo se ofrecio en Hatchback y en Chili Red como color exclusivo para el Cruze RS (esto no significa que no se pudieran aplicar otros colores base, se refiere a que solo se puede usar en el Cruze RS, pero no que el Cruze RS no puede usar otros) Este Cruze RS tenía los mismos detalles cosméticos que su par norteamericano. También se lanzó el Cruze Plus (Nombre para la versión sedan) Midnight Edition, con muchos detalles negros y nuevos colores, fue exclusivo para Sudamérica. Nada cambio en la performance del RS y Midnight. Se ofrece en AT. En equipamiento el Cruze RS se ubica entre LTZ y Premier y el Cruze Plus Midnight entre LT y LTZ.

### Discontinuación del Cruze II
En 2018 y 2019 se discontinuo la producción en México, EE.UU y Corea del Sur. En Argentina (donde se exportaba hacia todo el continente Sudaméricano) se término de producir en junio de 2023. No se planea una posible tercera generación. Se despidió como un auto exitoso en la mayorías de mercados donde se vendío.

## Ámbito deportivo
En el ámbito deportivo, la primera generación del Chevrolet Cruze fue muy utilizada en diferentes categorías internacionales de automovilismo de velocidad. En 2009, el Cruze fue presentado de forma oficial en el Campeonato Mundial de Turismos (WTCC), siendo su atención y puesta en pista responsabilidad del equipo RML Group, propiedad de Ray Mallock. El Cruze fue presentado con el fin de dar reemplazo al modelo Chevrolet Lacetti, con el cual la marca norteamericana ingresaría al WTCC de forma oficial en 2005, siempre de la mano del equipo RML. Bajo estas condiciones, el Cruze conquistaría su primer campeonato en 2010 de la mano del piloto francés Yvan Muller. En total, el Cruze se alzaría en forma consecutiva con cuatro títulos de pilotos (3 con Muller y 1 con el británico Robert Huff en 2012). A pesar de estos títulos, Chevrolet anunciaría su alejamiento oficial de la categoría una vez finalizada la temporada 2012, mientras que RML tomaría el mismo camino, una vez finalizado el campeonato de 2013. Aun así, el Cruze seguiría compitiendo dentro de la categoría a través de esfuerzos particulares, pero ya sin el brillo que supo caracterizarlo al inicio de la década del '10.
En el Reino Unido, Chevrolet ingresaría oficialmente al Campeonato Británico de Turismos a partir de 2009 y al igual que en el WTCC lo haría de la mano de RML y presentando al Cruze como modelo insignia. La participación de la marca en la categoría sería tal, que ya en su segunda temporada completa conquistaría el campeonato de la mano del piloto Jason Plato, quien había finalizado en el tercer lugar de 2009. Sin embargo, tras haber desarrollado toda la temporada 2011, finalmente Chevrolet decide retirarse de manera oficial de la categoría, en una decisión compartida con el equipo RML, centrando ambas firmas sus esfuerzos en el Campeonato Mundial de Turismos. Aun así, el Chevrolet Cruze continuaría compitiendo en años posteriores a través de esfuerzos particulares, aunque ya sin el brillo ni la performance exhibidos en la temporada 2010.
En la Región escandinava, fue presentado en 2011 el Campeonato Escandinavo de Turismos, evento en el cual Chevrolet se presentaría de manera oficial, siendo representado por el modelo Cruze. En esta categoría, la atención y puesta en pista fue responsabilidad del equipo NIKA Racing, propiedad de Nicklas Karlsson, quienes conquistarían el campeonato de la especialidad en 2011, con el sueco Rickard Rydell al volante, mientras que en 2012 el equipo alcanzaría el subcampeonato de la mano del mismo piloto. Sin embargo, a pesar de estos auspiciosos resultados, tanto Chevrolet como el NIKA Racing se alejarían de la categoría, luego de la decisión por parte de las autoridades de reformular el parque automotor, pasando a reemplazar los modelos Super 2000 por prototipos carrozados con siluetas de modelos de Superturismos, haciendo que la casa americana nuevamente centre su esfuerzos dentro del Campeonato Mundial de Turismos, a la vez de que NIKA abandonaría el STCC para debutar en esa misma categoría a partir de la temporada 2013.
En Brasil, el Cruze sería elegido como modelo homologado de la marca Chevrolet para participar en el Campeonato Brasileño de Marcas, ingresando a dicha categoría en 2012 y dando reemplazo al modelo Chevrolet Astra quien previamente se había llevado el primer campeonato de la historia de esta categoría, corrido en 2011, con Thiago Camilo al volante. Desde su estreno hasta 2015, el Cruze no conseguiría emular a su antecesor en lo que a obtención de títulos se refiere, cosechando resultados discretos en todos los campeonatos, principalmente debido a la inestabilidad de las alineaciones de los equipos encargados de poner en pista los coches, sufriendo cambios de pilotos constantes a lo largo de cada torneo. A pesar de todo esto, la primera generación del Cruze nunca llegaría a competir en la categoría madre del automovilismo brasileño, el Stock Car Brasil, ya que previo a su lanzamiento el modelo que representaba a la marca en la categoría, era el Chevrolet Vectra III. A pesar de que el Vectra fuese discontinuado en 2011, General Motors do Brasil se inclinaría por presentar al Chevrolet Sonic como sucesor en lugar del Cruze. Finalmente y tras el anuncio de la producción de la segunda generación del Cruze en Argentina, este modelo terminaría ingresando al Stock Car, reemplazando al exitoso Sonic, como nuevo representante de Chevrolet en la categoría.
En Argentina el Cruze fue un automóvil muy utilizado en las más importantes categorías de automovilismo de velocidad de nivel nacional. Tal es el caso del Turismo Competición 2000, categoría en la que el modelo debutó en 2011 siendo puesto en pista por la escudería JP Racing, que en ese entonces representaba a la marca Chevrolet de manera oficial. A pesar de haber sido presentado bajo la órbita de un equipo oficial en 2011, su participación en esta divisional tuvo un paréntesis de 3 años, retornando en 2015 y con mayor consistencia en 2017. Asimismo, en 2012 se fundaría una nueva divisional que fuera bautizada como Súper TC 2000, donde fue puesto en pista el Cruze I bajo la atención del JP Racing y el apoyo oficial de Chevrolet. En ninguna de las dos divisionales, el Cruze obtendría resultados relevantes bajo el paraguas de ese equipo, básicamente debido al pésimo nivel de preparación que carrera a carrera evidenciaba, lo que haría que para el año siguiente, Chevrolet le retire el apoyo oficial y se lo devuelva a la escuadra Pro Racing, con la cual supiera obtener los campeonatos de 2004, 2006 y 2007 del primitivo TC 2000. Si bien en un principio, los resultados no fueron auspiciosos, poco a poco el nivel del modelo ascendió, teniendo en 2014 una de sus mejores temporadas de la mano del piloto Norberto Fontana, quien se llevó tres triunfos en esa temporada. Tras esa presentación, el coche volvió a experimentar una caída en su rendimiento teniendo una muy irregular temporada 2015. Finalmente en 2016, el rendimiento del Cruze volvió a remontarse, teniendo su mejor temporada en esta divisional. A mitad de temporada, el piloto Agustín Canapinose alzó con tres triunfos consecutivos que lo pusieron como serio candidato al título. Sin embargo, a pesar del andar rendidor que presentó la primera generación, General Motors arriesgó todo con la presentación del nuevo Cruze II, poniendo al propio Canapino al comando de ese coche. Finalmente, la apuesta tuvo un saldo positivo al consolidarse Canapino como nuevo campeón de la categoría, dándole al Cruze su primer título a nivel nacional y llevándose a su vez el primer triunfo en la última fecha de la temporada. Tanto en el Súper TC 2000 como en el «joven» TC 2000 y por reglamentación técnica, el Cruze prescinde de sus impulsores originales, siendo estos reemplazados en el caso del TC 2000 por un motor atmosférico de 4 cilindros en línea, denominado Duratec by Berta, de 2200 cc., mientras que en el Súper TC 2000 emplea un impulsor V8 de la firma inglesa Radical Performance Engineering (RPE), de 2700 cc.
Otra competencia argentina en la cual el Cruze fue empleado para competir, fue en la Clase 3 del Turismo Nacional, categoría en la que comenzaría a competir a partir de 2012, siendo homologado para reemplazar a los modelos Chevrolet Astra y Chevrolet Vectra GT. En esta categoría, el Cruze alcanzaría su primer gran resultado en 2013, al conquistar el subcampeonato de la mano del piloto Juan Pipkin. Con el correr de los años, varios pilotos se presentarían a competir con esta unidad obteniendo buenos resultados y posicionando al Cruze y a la marca Chevrolet como una de las principales protagonistas de la divisional, destacándose en la conducción de estos coches pilotos como Fabián Pisandelli, Matías Muñoz Marchesi, Jonatan Castellano, Jerónimo Teti y el múltiple campeón argentino Guillermo Ortelli.
Por último, otra categoría argentina que homologara al Cruze para competiciones, fue la moderna Top Race V6 fundada en 2005, aunque a diferencia de las demás, en esta categoría solamente se utiliza la silueta del Cruze para la creación de carrocerías de imitación, en fibra de carbono. Estas carrocerías son empleadas para equipar un conjunto mecánico único para todo el parque automotor de la categoría, consistente en un chasis proyectado bajo una estructura tubular desarrollada íntegramente por la categoría y equipado con un impulsor V6 de 3500 cc y 390 CV de potencia, desarrollado por el preparador argentino Oreste Berta, todo acoplado a una caja secuencial de 5 velocidades semiautomática, marca Sáenz. Este conjunto único de chasis, combinado a carrocerías de imitación, permiten que el Cruze enfrente a rivales de mayor envergadura, como el Ford Mondeo III o el Mercedes-Benz C-204. La homologación del Cruze se concretaría en 2012, junto a la renovación del parque automotor de la divisional TRV6. Asimismo, el diseño frontal del Cruze sería tomado a partir de 2014 como opcional de identificación para las unidades de la divisional Top Race Series, las cuales al igual que la divisional TRV6 compiten con un único conjunto chasis-mecánico, pero que a partir de 2014 pasaban a incorporar un carrozado genérico para todo su parque automotor. En la divisional TRV6, quien se destacara en la conducción y preparación de este modelo fue el piloto saltense Gustavo Tadei, quien comandando un prototipo Cruze alcanzaría a conquistar el subcampeonato de 2014. Otros competidores que corrieran con este modelo en la divisional mayor serían Germán Sirvent, Marcelo Agrelo y Mariano Altuna.

## Fichas técnicas
| Modelos              | Chevrolet Cruze Nafta                                                                                            | Chevrolet Cruze Nafta                                                                                            | Chevrolet Cruze Nafta                                                                                            | Chevrolet Cruze Diesel                                                                                           | Chevrolet Cruze Diesel                                                                                           | Chevrolet Cruze Flex                                                                                             | Chevrolet Cruze Flex                                                                                             | Chevrolet Cruze Flex                                                                                             | Chevrolet Cruze Sport6                                                                                           | Chevrolet Cruze Sport6                                                                                           | Chevrolet Cruze Sport6                                                                                           |
| -------------------- | --- | --- | --- | --- | --- | --- | --- | --- | --- | --- | --- |
| Valores              | | | | | | | | | | | |
| LT                   | LTZ M | LTZ A | LT | LTZ | LT | LT | LTZ | LT | LT | LTZ | |
| Período              | 2008-2016 | 2008-2016 | 2008-2016 | 2008-2016 | 2008-2016 | 2014-2016 | 2014-2016 | 2014-2016 | 2014-2016 | 2014-2016 | 2014-2016 |
| Carrocerías          | Sedán 4 puertas - Hatchback y Familiar 5 puertas                                                                 | Sedán 4 puertas - Hatchback y Familiar 5 puertas                                                                 | Sedán 4 puertas - Hatchback y Familiar 5 puertas                                                                 | Sedán 4 puertas - Hatchback y Familiar 5 puertas                                                                 | Sedán 4 puertas - Hatchback y Familiar 5 puertas                                                                 | Sedán 4 puertas                                                                                                  | Sedán 4 puertas                                                                                                  | Sedán 4 puertas                                                                                                  | Hatchback 5 puertas                                                                                              | Hatchback 5 puertas                                                                                              | Hatchback 5 puertas                                                                                              |
| Motorización         | Chevrolet 1.8 MPI                                                                                                | Chevrolet 1.8 MPI                                                                                                | Chevrolet 1.8 MPI                                                                                                | Chevrolet 2.0 D                                                                                                  | Chevrolet 2.0 D                                                                                                  | Chevrolet 1.8 Flex                                                                                               | Chevrolet 1.8 Flex                                                                                               | Chevrolet 1.8 Flex                                                                                               | Chevrolet Ecotec 1.8                                                                                             | Chevrolet Ecotec 1.8                                                                                             | Chevrolet Ecotec 1.8                                                                                             |
| Cilindrada           | 1796 cc. | 1796 cc. | 1796 cc. | 1999 cc. | 1999 cc. | 1796 cc. | 1796 cc. | 1796 cc. | 1796 cc. | 1796 cc. | 1796 cc. |
| Combustible          | Nafta | Nafta | Nafta | Diésel | Diésel | Bicombustible alternativo (Nafta o Etanol)                                                                       | Bicombustible alternativo (Nafta o Etanol)                                                                       | Bicombustible alternativo (Nafta o Etanol)                                                                       | Bicombustible alternativo (Nafta o Etanol)                                                                       | Bicombustible alternativo (Nafta o Etanol)                                                                       | Bicombustible alternativo (Nafta o Etanol)                                                                       |
| Configuración        | Motor y tracción delanteros                                                                                      | Motor y tracción delanteros                                                                                      | Motor y tracción delanteros                                                                                      | Motor y tracción delanteros                                                                                      | Motor y tracción delanteros                                                                                      | Motor y tracción delanteros                                                                                      | Motor y tracción delanteros                                                                                      | Motor y tracción delanteros                                                                                      | Motor y tracción delanteros                                                                                      | Motor y tracción delanteros                                                                                      | Motor y tracción delanteros                                                                                      |
| Potencia             | 141 CV a 6200 RPM                                                                                                | 141 CV a 6200 RPM                                                                                                | 141 CV a 6200 RPM                                                                                                | 163 CV a 3800 RPM                                                                                                | 163 CV a 3800 RPM                                                                                                | 140 CV a 6300 RPM (Nafta) 144 CV a 6300 RPM (Etanol)                                                             | 140 CV a 6300 RPM (Nafta) 144 CV a 6300 RPM (Etanol)                                                             | 140 CV a 6300 RPM (Nafta) 144 CV a 6300 RPM (Etanol)                                                             | 140 CV a 6300 RPM (Nafta) 144 CV a 6300 RPM (Etanol)                                                             | 140 CV a 6300 RPM (Nafta) 144 CV a 6300 RPM (Etanol)                                                             | 140 CV a 6300 RPM (Nafta) 144 CV a 6300 RPM (Etanol)                                                             |
| Par Motor            | 176 Nm a 3800 RPM                                                                                                | 176 Nm a 3800 RPM                                                                                                | 176 Nm a 3800 RPM                                                                                                | 360 Nm a 1750 RPM                                                                                                | 360 Nm a 1750 RPM                                                                                                | 175 Nm a 3800 RPM (Nafta) 185 Nm a 3800 RPM (Etanol)                                                             | 175 Nm a 3800 RPM (Nafta) 185 Nm a 3800 RPM (Etanol)                                                             | 175 Nm a 3800 RPM (Nafta) 185 Nm a 3800 RPM (Etanol)                                                             | 175 Nm a 3800 RPM (Nafta) 185 Nm a 3800 RPM (Etanol)                                                             | 175 Nm a 3800 RPM (Nafta) 185 Nm a 3800 RPM (Etanol)                                                             | 175 Nm a 3800 RPM (Nafta) 185 Nm a 3800 RPM (Etanol)                                                             |
| Rel. Compresión      | 10.5:1 | 10.5:1 | 10.5:1 | 16.3:1 | 16.3:1 | 10.5:1 | 10.5:1 | 10.5:1 | 10.5:1 | 10.5:1 | 10.5:1 |
| Alimentación         | Inyección Multipunto                                                                                             | Inyección Multipunto                                                                                             | Inyección Multipunto                                                                                             | Inyección Common Rail                                                                                            | Inyección Common Rail                                                                                            | Inyección Secuencial Multipunto                                                                                  | Inyección Secuencial Multipunto                                                                                  | Inyección Secuencial Multipunto                                                                                  | Inyección Secuencial Multipunto                                                                                  | Inyección Secuencial Multipunto                                                                                  | Inyección Secuencial Multipunto                                                                                  |
| Transmisión          | Manual | Manual | Automática | Automática | Automática | MT | AT (*) | Automática | MT | AT (*) | Automática |
| Marchas              | 5 | 5 | 6 | 6 | 6 | 5 | 6 | 6 | 5 | 6 | 6 |
| Peso en Vacío        | 1387 kg | 1387 kg | 1415 kg | 1415 kg | 1415 kg | 1387 kg | 1415 kg | 1427 kg | 1398 kg | 1424 kg | 1450 kg |
| Largo                | 4603 mm (4p) - 4510 mm (5p)                                                                                      | 4603 mm (4p) - 4510 mm (5p)                                                                                      | 4603 mm (4p) - 4510 mm (5p)                                                                                      | 4603 mm (4p) - 4510 mm (5p)                                                                                      | 4603 mm (4p) - 4510 mm (5p)                                                                                      | 4603 mm | 4603 mm | 4603 mm | 4510 mm | 4510 mm | 4510 mm |
| Ancho                | 2098 mm | 2098 mm | 2098 mm | 2098 mm | 2098 mm | 2098 mm | 2098 mm | 2098 mm | 2098 mm | 2098 mm | 2098 mm |
| Alto                 | 1477 mm | 1477 mm | 1477 mm | 1477 mm | 1477 mm | 1477 mm | 1477 mm | 1477 mm | 1477 mm | 1477 mm | 1477 mm |
| Batalla              | 2685 mm | 2685 mm | 2685 mm | 2685 mm | 2685 mm | 2685 mm | 2685 mm | 2685 mm | 2685 mm | 2685 mm | 2685 mm |
| Sistema de frenos    | Frenos ABS con EBD, Control de Tracción (TCS) y Estabilidad (ESP) y Panic Stop (PBA)                             | Frenos ABS con EBD, Control de Tracción (TCS) y Estabilidad (ESP) y Panic Stop (PBA)                             | Frenos ABS con EBD, Control de Tracción (TCS) y Estabilidad (ESP) y Panic Stop (PBA)                             | Frenos ABS con EBD, Control de Tracción (TCS) y Estabilidad (ESP) y Panic Stop (PBA)                             | Frenos ABS con EBD, Control de Tracción (TCS) y Estabilidad (ESP) y Panic Stop (PBA)                             | Frenos ABS con EBD, Control de Tracción (TCS) y Estabilidad (ESP) y Panic Stop (PBA)                             | Frenos ABS con EBD, Control de Tracción (TCS) y Estabilidad (ESP) y Panic Stop (PBA)                             | Frenos ABS con EBD, Control de Tracción (TCS) y Estabilidad (ESP) y Panic Stop (PBA)                             | Frenos ABS con EBD, Control de Tracción (TCS) y Estabilidad (ESP) y Panic Stop (PBA)                             | Frenos ABS con EBD, Control de Tracción (TCS) y Estabilidad (ESP) y Panic Stop (PBA)                             | Frenos ABS con EBD, Control de Tracción (TCS) y Estabilidad (ESP) y Panic Stop (PBA)                             |
| Frenos Delanteros    | Disco ventilado                                                                                                  | Disco ventilado                                                                                                  | Disco ventilado                                                                                                  | Disco ventilado                                                                                                  | Disco ventilado                                                                                                  | Disco ventilado                                                                                                  | Disco ventilado                                                                                                  | Disco ventilado                                                                                                  | Disco ventilado                                                                                                  | Disco ventilado                                                                                                  | Disco ventilado                                                                                                  |
| Frenos Traseros      | Disco sólido | Disco sólido | Disco sólido | Disco sólido | Disco sólido | Disco sólido | Disco sólido | Disco sólido | Disco sólido | Disco sólido | Disco sólido |
| Dirección            | Dirección Asistida                                                                                               | Dirección Asistida                                                                                               | Dirección Asistida                                                                                               | Dirección Asistida                                                                                               | Dirección Asistida                                                                                               | Dirección Electrónica Progresiva EPS                                                                             | Dirección Electrónica Progresiva EPS                                                                             | Dirección Electrónica Progresiva EPS                                                                             | Dirección Electrónica Progresiva EPS                                                                             | Dirección Electrónica Progresiva EPS                                                                             | Dirección Electrónica Progresiva EPS                                                                             |
| Suspensión Delantera | Tipo "Mc Pherson", muelles helicoidales, amortiguadores telescópicos presurizados y barra estabilizadora tubular | Tipo "Mc Pherson", muelles helicoidales, amortiguadores telescópicos presurizados y barra estabilizadora tubular | Tipo "Mc Pherson", muelles helicoidales, amortiguadores telescópicos presurizados y barra estabilizadora tubular | Tipo "Mc Pherson", muelles helicoidales, amortiguadores telescópicos presurizados y barra estabilizadora tubular | Tipo "Mc Pherson", muelles helicoidales, amortiguadores telescópicos presurizados y barra estabilizadora tubular | Tipo "Mc Pherson", muelles helicoidales, amortiguadores telescópicos presurizados y barra estabilizadora tubular | Tipo "Mc Pherson", muelles helicoidales, amortiguadores telescópicos presurizados y barra estabilizadora tubular | Tipo "Mc Pherson", muelles helicoidales, amortiguadores telescópicos presurizados y barra estabilizadora tubular | Tipo "Mc Pherson", muelles helicoidales, amortiguadores telescópicos presurizados y barra estabilizadora tubular | Tipo "Mc Pherson", muelles helicoidales, amortiguadores telescópicos presurizados y barra estabilizadora tubular | Tipo "Mc Pherson", muelles helicoidales, amortiguadores telescópicos presurizados y barra estabilizadora tubular |
| Suspensión Trasera   | Semiindependiente. Eje tubular con muelles progresivos tipo barril y amortiguadores telescópicos presurizados    | Semiindependiente. Eje tubular con muelles progresivos tipo barril y amortiguadores telescópicos presurizados    | Semiindependiente. Eje tubular con muelles progresivos tipo barril y amortiguadores telescópicos presurizados    | Semiindependiente. Eje tubular con muelles progresivos tipo barril y amortiguadores telescópicos presurizados    | Semiindependiente. Eje tubular con muelles progresivos tipo barril y amortiguadores telescópicos presurizados    | Semiindependiente. Eje tubular con muelles progresivos tipo barril y amortiguadores telescópicos presurizados    | Semiindependiente. Eje tubular con muelles progresivos tipo barril y amortiguadores telescópicos presurizados    | Semiindependiente. Eje tubular con muelles progresivos tipo barril y amortiguadores telescópicos presurizados    | Semiindependiente. Eje tubular con muelles progresivos tipo barril y amortiguadores telescópicos presurizados    | Semiindependiente. Eje tubular con muelles progresivos tipo barril y amortiguadores telescópicos presurizados    | Semiindependiente. Eje tubular con muelles progresivos tipo barril y amortiguadores telescópicos presurizados    |
| Neumáticos           | 205/60 R16 | 215/50 R17 | 215/50 R17 | 215/50 R17 | 215/50 R17 | 215/50 R17 | 215/50 R17 | 215/50 R17 | 225/50 R17 | 225/50 R17 | 225/50 R17 |
| Generador            | Alternador 12V, 60 A                                                                                             | Alternador 12V, 60 A                                                                                             | Alternador 12V, 60 A                                                                                             | Alternador 12V, 60 A                                                                                             | Alternador 12V, 60 A                                                                                             | Alternador 12V, 60 A                                                                                             | Alternador 12V, 60 A                                                                                             | Alternador 12V, 60 A                                                                                             | Alternador 12V, 60 A                                                                                             | Alternador 12V, 60 A                                                                                             | Alternador 12V, 60 A                                                                                             |

(*): Equipamiento opcional